# 荻野達也 (音楽家)
荻野達也（おぎの たつや 1945年7月18日 - 2013年4月24日）は、日本のオルガン奏者、作曲家、編曲家。

## 人物
1966年に寺内タケシの誘いを受けて、輿石秀之（大石吾朗）、黒澤博、井上正、小野肇と共に『寺内タケシとバニーズ』に参加。1969年に「バニーズは一人前になった」との評価で寺内から独立した後は『荻野達也とバニーズ』というバンド名に変え、その後に歌謡ポップグループ『荻野達也とフーリンカザン』を新たに結成した。また、バニーズのシングル『愛のリメンバー』のB面『二人の噴水』をはじめ、多くの楽曲の作曲・編曲をしている。

## 参考リンク
- 荻野達也とバニーズ、フーリンカザン - 高谷邦彦のページ